# Alcea digitata
Alcea digitata är en malvaväxtart som först beskrevs av Pierre Edmond Boissier, och fick sitt nu gällande namn av Friedrich Christoph Wilhelm Alefeld. Alcea digitata ingår i släktet stockrosor, och familjen malvaväxter. Inga underarter finns listade i Catalogue of Life.